# Feldbergbahn

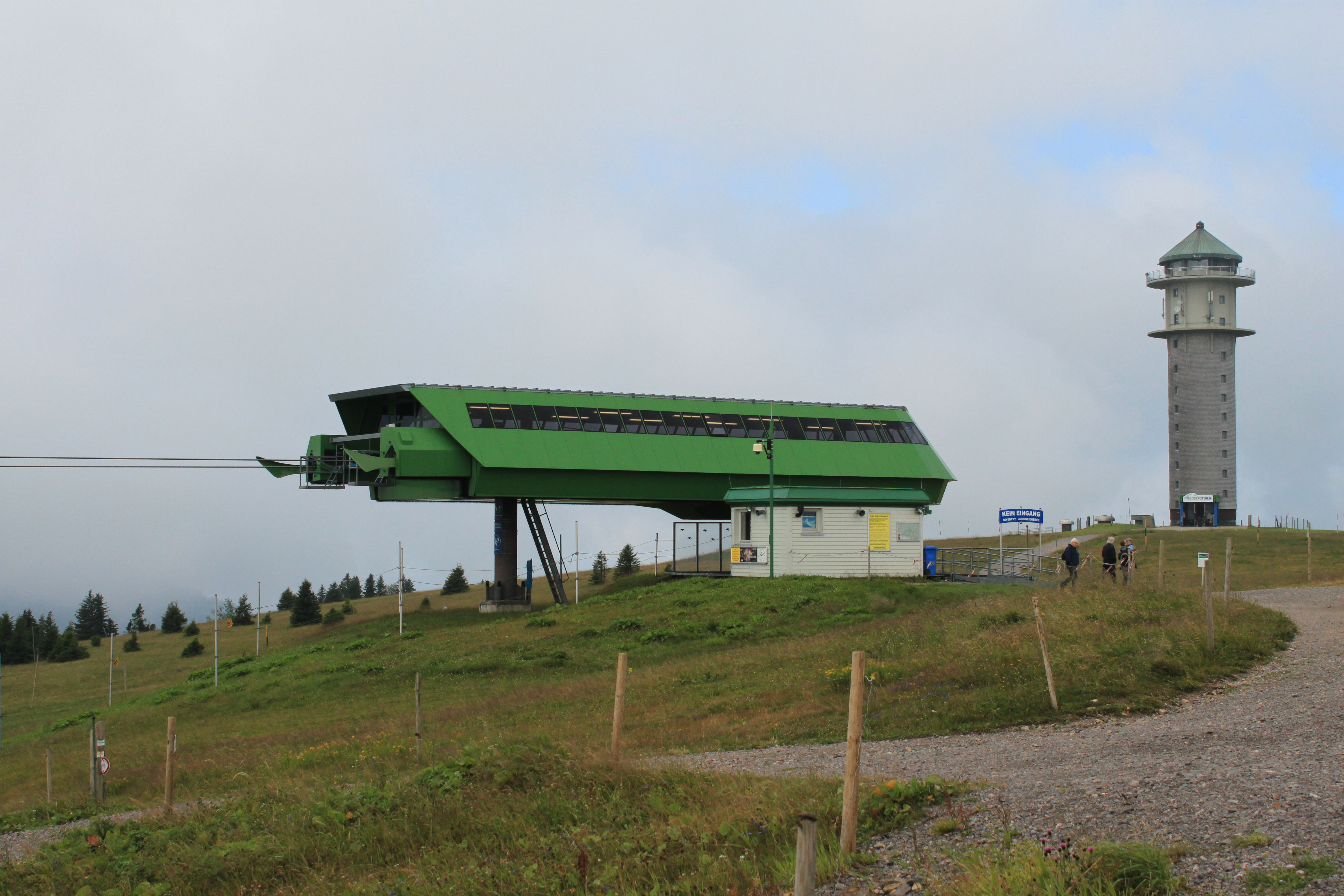
Bergstation

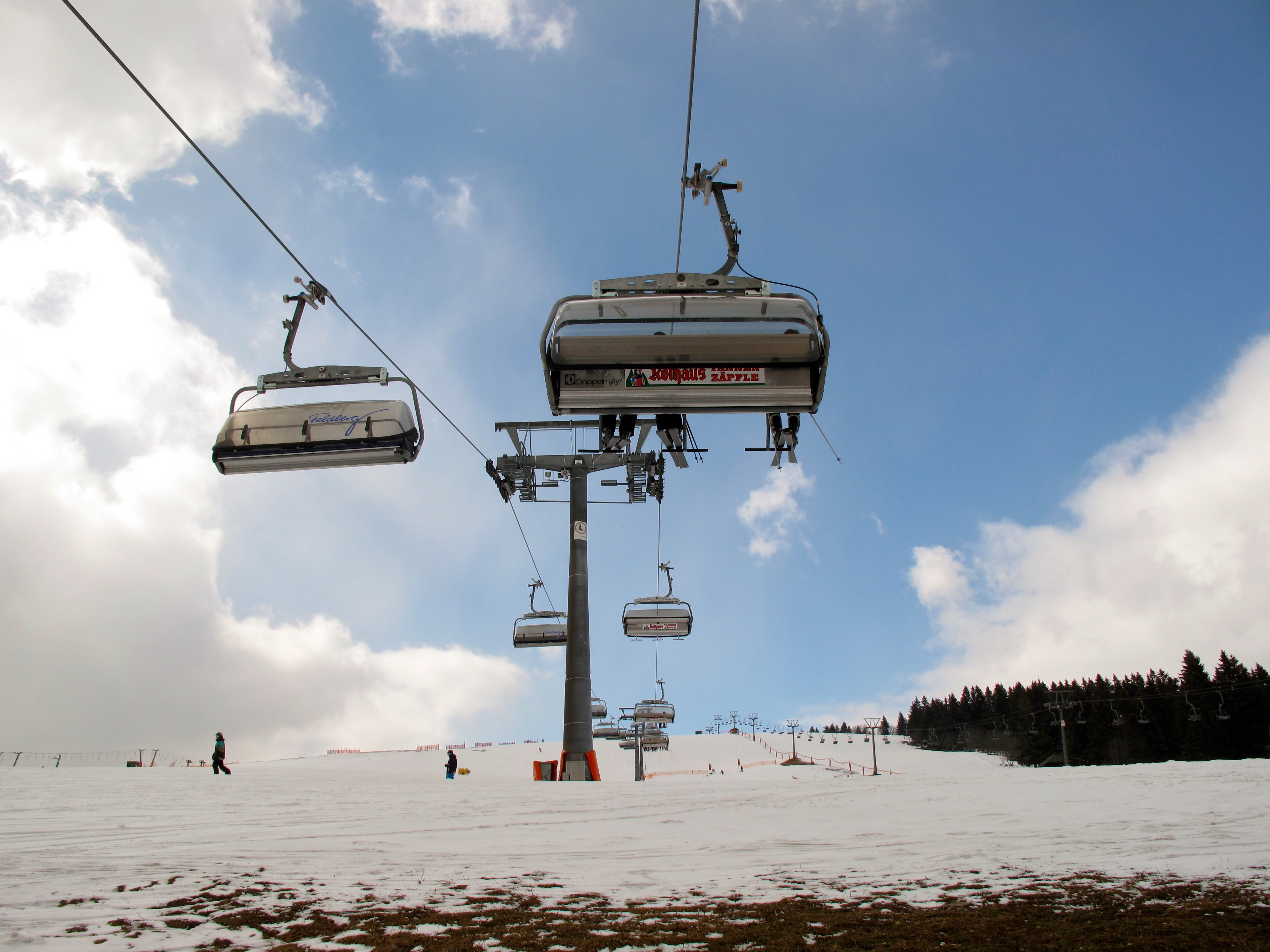
Sessellift der Feldbergbahn

Die Feldbergbahn ist eine 900 Meter lange Kleinkabinenseilbahn am Feldberg im Schwarzwald. Sie beginnt oberhalb der B 317 auf rund 1270 m Höhe, überwindet einen Höhenunterschied von 175 Metern und endet auf dem Vorgipfel des Feldberges, dem 1449 m hohen Seebuck. Von der Bergstation besteht eine direkte Wegverbindung zum Feldbergturm.
Die 1999 von Doppelmayr erbaute Einseilumlaufbahn kann sowohl mit Sesseln (Winterbetrieb) als auch mit Kabinen (Sommerbetrieb) betrieben werden. Mit 57 Sesseln à 6 Personen wird eine Förderleistung von 3000 Personen/h erreicht, die 15 Kabinen für 8 Personen können 800 Personen pro Stunde befördern. Das im Jahr 2009 erneuerte, 43 mm starke Förderseil läuft über 8 Seilbahnstützen. Sowohl der elektrische Antrieb als auch die Spannvorrichtung befinden sich in der Talstation. Im Winterhalbjahr ist ein Transport als Fußgänger nicht möglich.